# پیوین
پیوین (به چکی: Pivín) یک منطقهٔ مسکونی در جمهوری چک است که در ناحیه پروستییوو واقع شده‌است. پیوین ۶٫۹۳ کیلومتر مربع مساحت و ۶۹۵ نفر جمعیت دارد و ۲۱۹ متر بالاتر از سطح دریا واقع شده‌است.